# Tratatul de la Guadalupe Hidalgo

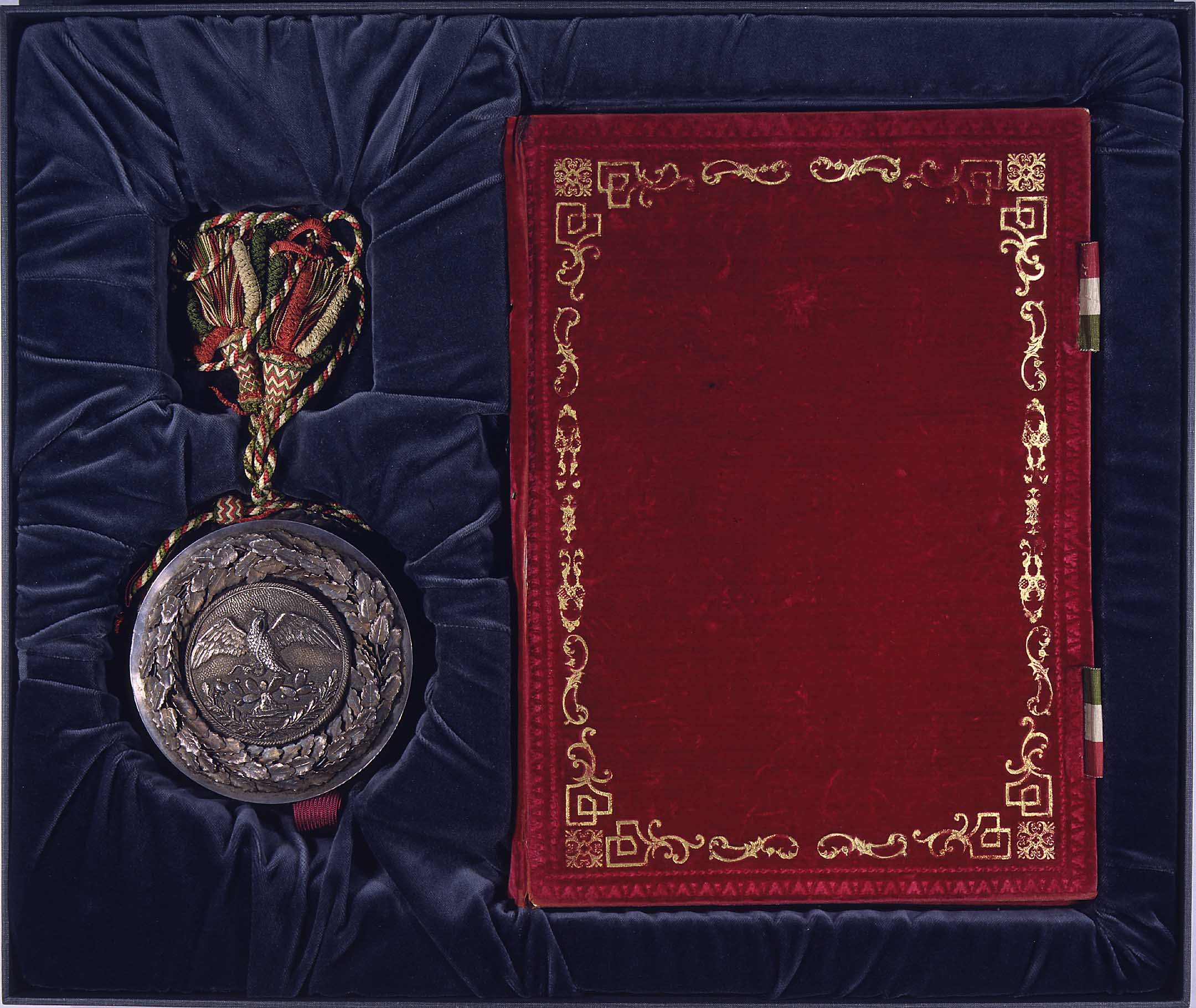
Coperta uneia dintre copiile originale ale tratatului de la Guadalupe Hidalgo

Tratatul de la Guadalupe Hidalgo este tratatul de pace, dictat în mare parte de Statele Unite guvernului interimar al Mexicului ocupat, prin care s-a pus capăt Războiului Americano-Mexican (1846–1848). Din punctul de vedere al Statelor Unite, tratatul a consfințit achiziția a unui teritoriu de 1,36 milioane km² în schimbul a 15 milioane de dolari americani (echivalenți cu 313 milioane de dolari la nivelul lui 2006). Din punctul de vedere al Mexicului, tratatul includea și anexarea suprafeței de 1.007.935 km² a Texasului, deoarece acest stat nu a recunoscut independența Republicii Texas și aderarea sa la Statele Unite, și Mexicul și-a pierdut 55% din teritoriul dinainte de război.
Tratatul a asigurat și drepturile de proprietate ale cetățenilor mexicani din teritoriile transferate. În ciuda asigurărilor că aceasta nu se va întâmpla, drepturile de proprietate ale cetățenilor mexicani nu au fost întotdeauna onorate de Statele Unite, în funcție de modificările și interpretările tratatului. Statele Unite au acceptat și să preia datorii de 3,25 de milioane de dolari (68 milioane de dolari la nivelul din 2006) ale statului Mexican față de cetățeni americani.
Tratatul și-a luat numele de la ceea ce este astăzi o suburbie a orașului Ciudad de Mexico, suburbie în care a fost semnat la 2 februarie 1848.
Tranzacția pe care tratatul a facilitat-o includea părți din actualele state americane Colorado, Arizona, New Mexico și Wyoming precum și întreg teritoriu al statelor California, Nevada și Utah, și, în funcție de punctul de vedere, Texasul. Restul teritoriului a ceea ce astăzi formează statele Arizona și New Mexico au fost cedate de Mexic mai târziu, prin Achiziția Gadsden din 1853, pentru care Statele Unite au plătit încă 10 milioane de dolari.

## Semnarea tratatului

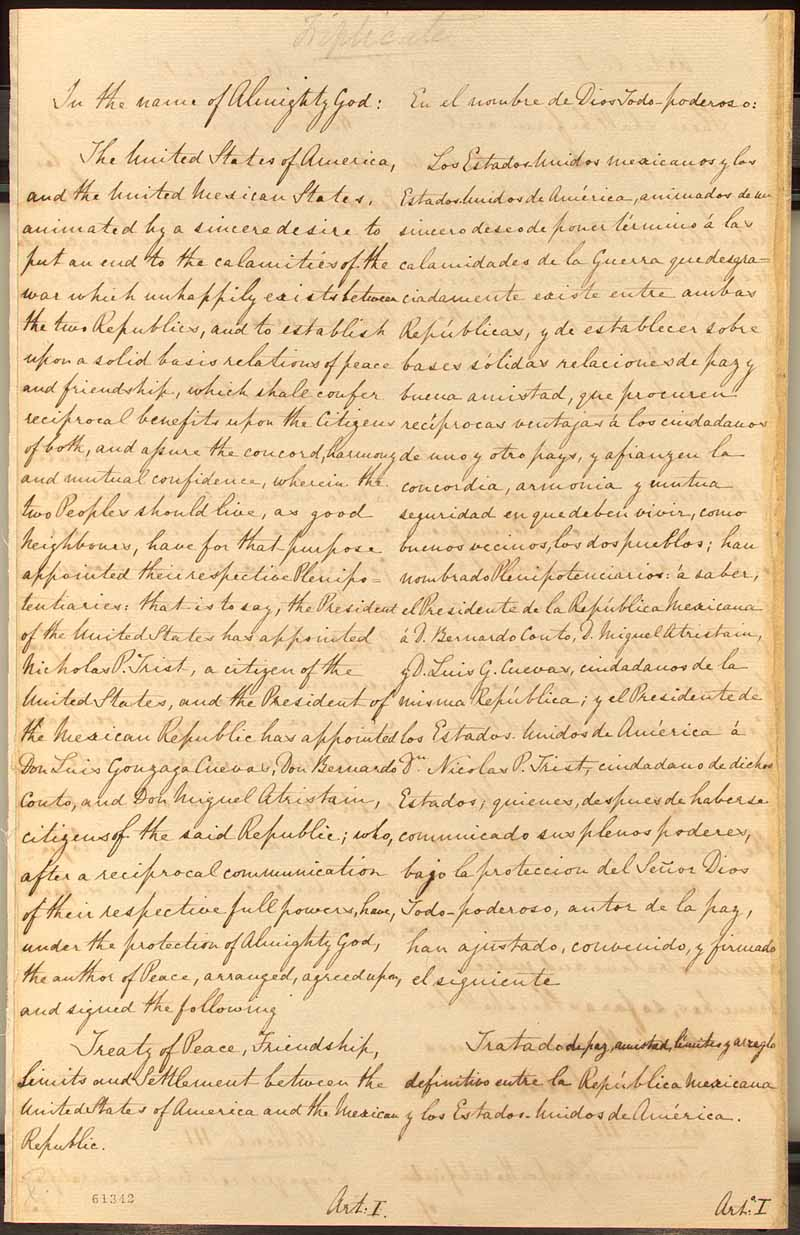
O secţiune din tratatul original

Tratatul a fost semnat de Nicholas Trist în numele Statelor Unite și de Luis G. Cuevas, Bernardo Couto și Miguel Atristain în calitate de reprezentanți plenipotențiari ai Mexicului în ziua de 2 februarie 1848, la altarul principal al vechii Basilici Guadalupe de la Villa Hidalgo (localitate aflată azi în interiorul orașului Ciudad de Mexico) în timp ce trupele americane sub comanda generalului Winfield Scott ocupau capitala mexicană.

### Amendamente și ratificarea
Versiunea tratatului ratificată de Senatul Statelor Unite a eliminat articolul X, care stipula că guvernul SUA se angajează să onoreze și să garanteze toate titlurile de proprietate referitoare la proprietăți de pe teritoriile cedate și acordate cetățenilor Spaniei și Mexicului de guvernele acestor țări. Articolul VIII garanta mexicanilor care rămâneau timp de peste un an în teritoriile cedate primirea cetățeniei americane cu drepturi depline; Senatul a modificat, însă, articolul IX, schimbând primul paragraf și eliminându-le pe ultimele două. Printre schimbări era și introducerea formulării că cetățenii mexicani „vor fi admiși la momentul potrivit (la latitudinea Congresului Statelor Unite)” în loc de „admiși în cel mai scurt timp”, așa cum negociase Trist cu delegația mexicană.
Un amendament propus de Jefferson Davis prin care SUA ar fi anexat și Tamaulipas și Nuevo Leon, toată Coahuila și mare parte din Chihuahua a fost susținută de ambii senatori de Texas (Sam Houston și Thomas Jefferson Rusk), Daniel S. Dickinson din New York, Stephen A. Douglas din Illinois, Edward A. Hannegan din Indiana, și de câte un senator din Alabama, Florida, Mississippi, Ohio, Missouri și Tennessee. Majoritatea liderilor Partidului Democrat, Thomas Hart Benton, John C. Calhoun, Herschel V. Johnson, Lewis Cass, James Murray Mason din Virginia, și Ambrose Hundley Sevier
s-au opus și amendamentul a picat la vot cu 44-11.
Un alt amendment al Senatorului Whig George Edmund Badger din Carolina de Nord de a exclude New Mexico și California a fost respins cu 35-15, trei senatori Whig din Sud votând împreună cu democrații. Daniel Webster s-a arătat supărat că senatorii din New England au dat votul decisiv pentru anexarea de noi teritorii.
O moțiune de a introduce Proviziunea Wilmot prin care s-ar fi interzis sclavia în teritoriile anexate a fost respinsă cu 15-38.
Tratatul a fost ulterior ratificat de Senatul Statelor Unite cu 38 de voturi pentru și 14 împotrivă la 10 martie 1848 și de către Mexic cu 51 de voturi pentru 34 împotrivă în camera inferioară și cu 33 de voturi pentru și 4 împotrivă în Senat, la 19 mai 1848. Vestea că adunarea legislativă din New Mexico adoptase o lege privind organizarea statului ca teritoriu al SUA a înlăturat îngrijorările mexicanilor privind abandonarea cetățenilor din New Mexico. Pe de altă parte, descoperirea aurului din California cu o săptămână înainte de semnarea tratatului nu a fost cunoscută în Mexic decât după august 1848.

### Protocolul de la Querétaro
La 30 mai 1848, când cele două țări ratificaseră tratatul de la Guadalupe Hidalgo, ele au mai negociat un protocol de trei articole prin care se explicau amendamentele. Primul articol arăta că articolul inițial IX al tratatului, deși înlocuit cu articolul III al Tratatului Louisianei, conferă în continuare drepturile din articolul IX. Al doilea articol confirma legitimitatea titlurilor de proprietate acordate conform legii mexicane.
Protocolul a clarificat și că aceste explicații au fost acceptate de Ministrul de Externe al Mexicului în numele guvernului acestei țări, și a fost semnat la Santiago de Queretaro de A. H. Sevier, Nathan Clifford și Luis de la Rosa.
Statele Unite au ignorat ulterior protocolul, pe motiv că reprezentanții SUA își depășiseră atribuițiile prin acceptarea lui.

### Tratatul de la Mesilla
Tratatul de la Mesilla care a consfințit achiziția Gadsden din 1854 a avut implicații semnificative față de tratatul de la Guadalupe Hidalgo. Articolul II al acestui tratat a anulat articolul XI al tratatului de la Guadalupe Hidalgo, iar articolul IV a anulat articolele VI și VII de la Guadalupe Hidalgo. Articolul V reafirma garanțiile asupra proprietăților, mai ales cele din articolele VIII și IX.

## Efectele

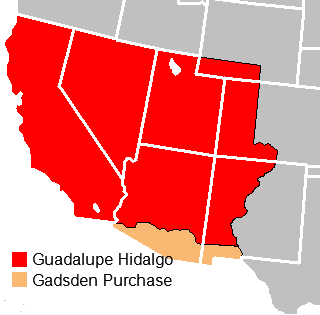
Schimbul de teritoriu facilitat de tratatul de la Guadalupe Hidalgo (roşu) şi cel al Achiziţiei Gadsden (portocaliu). O parte din zona marcată ca Achiziţia Gadsden de lângă actualul oraş Mesilla, New Mexico, a fost disputată după tratat

Pe lângă vânzarea de teritoriu, tratatul stipula și recunoașterea fluviului Rio Grande ca graniță naturală între statul Texas și Mexic. Granițele terestre au fost mai târziu stabilite de o echipă de analiză topografică de reprezentanți americani și mexicani, și publicată în trei volume sub titlul United States and Mexican Boundary Survey. La 30 decembrie 1853, cele două țări au căzut de acord să modifice granița față de cea inițială crescând numărul de pietre de hotar de la 6 la 53. Majoritatea acestor pietre de hotar erau simple grămezi de bolovani. Două convenții ulterioare, din 1882 și 1889, au clarificat și mai precis granița, după ce unele dintre pietrele de hotar fuseseră mutate sau distruse.
Granița sudică a Californiei a fost desemnată a fi o linie ce leagă confluența râurilor Colorado și Gila spre vest către Oceanul Pacific, astfel încât să treacă la o distanță de o leghe spaniolă la sud de cea mai sudică porțiune a Golfului San Diego. Aceasta s-a făcut pentru a se asigura că Statele Unite primesc San Diego cu portul său natural, fără a se baza pe stipulări imprecise ale latitudinii.
Tratatul a acordat cetățenie americană mexicanilor din teritoriile nou achiziționate, înainte ca mulți afroamericani, asiatici sau amerindieni să poată beneficia de acest drept. Între 1850 și 1920, recensămintele americane au numărat majoritatea mexicanilor ca fiind de rasă „albă” , în pofida provenienței mixte a majorității acestora. Tensiunile rasiale au persistat și în perioada de după anexare, fiind reflectate, de exemplu, de Legea Greaserilor (Legea Metișilor) din California. Comunitățile mexicane au rămas de facto segregate de celelalte comunități din SUA, până spre sfârșitul secolului al XX-lea în tot Sud-Vestul.

## Bibiografie
- Griswold del Castillo, Richard. The Treaty of Guadalupe Hidalgo: A Legacy of Conflict. University of Oklahoma Press, 1990
- Ohrt, Wallace. Defiant Peacemaker: Nicholas Trist in the Mexican War Texas A&M University Press, 1997
- Jesse S. Reeves, "The Treaty of Guadalupe Hidalgo", The American Historical Review, nr. 10 (Jan. 1905), 309-324, text disponibil integral online la JSTOR